# Tugu Utara (Cisarua)
Tugu Utara est une commune indonésienne du  Java occidental, département du Bogor, canton de Cisarua.